# Империал — десять рублей золотом
Империал — десять рублей золотом — монета из золота 900 пробы, чеканившаяся на Санкт-Петербургском монетном дворе во время правления императора Николая II. На аверсе изображён профильный портрет Николая II, обращенный влево. На реверсе — герб Российской империи — двуглавый орёл.

## История
Монета с номиналом «Империал — 10 рублей золотом» чеканилась на Санкт-Петербургском монетном дворе в 1895—1897 годах. В. В. Биткин в своей работе «Сводный каталог монет России» отнёс империалы 1895—1897 годов к донативным монетам. Вместе с тем, вероятнее всего изначально предполагалось массовое изготовление монеты. В 1895 году в рамках денежной реформы С. Ю. Витте в стране началось введение золотого монометаллизма. Высочайше утверждённым мнением Государственного совета «О сделках, заключаемых на российскую золотую монету» с 8 мая 1895 года было разрешено осуществление платежей золотой монетой. Курс кредитного рубля для приема в Государственный банк, кассы правительственных учреждений и железных дорог установлен на уровне 7 рублей 40 копеек кредитными билетами за золотой полуимпериал номиналом 5 рублей (с 1 января 1896 — 7 рублей 50 копеек). По одной из версий, чтобы минимизировать негативную реакцию населения на скрытую девальвацию и избежать народных волнений Сергей Юльевич Витте предложил изменить название Российской валюты. Один из предложенных вариантов для указанной монеты был «10 рублей золотом». Выделение на монете «10 рублей золотом» вместо «10 рублей» указывало на отделение кредитного рубля от золотого. Высочайшим повелением Министра Финансов от 26.05.1895 г. №11720 «Об установлении внешнего вида золотой и полноценной серебряной монеты», монета была описана для хождения в обороте, в т.ч. с приложением рисунка. Данные по тиражу известны только для монеты 1896 года — 125 экземпляров.

### Описание
Параметры монеты определялись Правилами о монетной системе 1885 года: монета содержит в себе 900 частей чистого золота и 100 частей меди (золото 900 пробы). Лигатурный вес монеты составляет три золотника две и четыре десятые доли (12,9039 г). Вес чистого золота — два золотника шестьдесят девять и тридцать шесть сотых долей (11,6135 г). Диаметр монеты — 96 точек (24,384 мм). Таким образом, монета по характеристикам полностью идентична 10-рублевым монетам Александра III и 15-рублевым монетам Николая II.
Аверс монеты содержит профильный портрет Николая II, обращённый влево. Слева от профиля снизу вверх полукругом вдоль канта надпись: «Б. М.НИКОЛАЙ II ИМПЕРАТОРЪ». Справа от профиля также по окружности вдоль канта сверху вниз надпись: «И САМОДЕРЖЕЦЪ ВСЕРОСС.». Кант по всему периметру аверса монеты украшен зубчатым орнаментом.
На реверсе монеты внутри шнуровидного кругового орнамента размещён герб Российской империи — двуглавый орёл, коронованный двумя императорскими коронами, над которыми Большая императорская корона с двумя развевающимися концами ленты Ордена Святого апостола Андрея Первозванного. На груди орла герб московский: Святой великомученик и победоносец Георгий на коне, поражающий дракона копьём. Вокруг щита цепь ордена святого Андрея Первозванного. На крыльях орла размещены щиты с гербами Царства Казанского, Царства Польского, Царства Херсонеса Таврического, соединённый герб Великих княжеств Киевского, Владимирского и Новгородского, Царства Астраханского, Царства Сибирского, Царства Грузинского и Княжества Финляндского. В лапах орла — скипетр и держава. Вдоль канта, с внешней стороны шнуровидного кругового орнамента круговая надпись: «✿ ИМПЕРІАЛЪ ✿ 10 РУБЛЕЙ ЗОЛОТОМЪ. 1895 (1896 или 1897) Г.». По всему периметру реверса монеты — зубчатый орнамент.
Гурт монеты содержит надпись «ЧИСТАГО ЗОЛОТА 2 ЗОЛОТНИКА 69,36 ДОЛЕИ», а также знак минцмейстера Санкт-Петербургского монетного двора Аполлона Грасгофа — заключённые в скобки буквы АГ (инициалы минцмейстера): «(А•Г)».
| Империал — десять рублей золотом Николая II | Империал — десять рублей золотом Николая II | Империал — десять рублей золотом Николая II  | Империал — десять рублей золотом Николая II | Империал — десять рублей золотом Николая II | Империал — десять рублей золотом Николая II |
| Год                                         | Номер по каталогу Биткина                   | Ориентировочная редкость по каталогу Биткина | Разновидность                               | Описание разновидности                      | Тираж                                       |
| ------------------------------------------- | ------------------------------------------- | -------------------------------------------- | ------------------------------------------- | ------------------------------------------- | ------------------------------------------- |
| 1896                                        | #317                                        | R3                                           | —                                           | —                                           | —                                           |
| 1897                                        | #318                                        | R3                                           | —                                           | —                                           | 125                                         |
| 1898                                        | #319                                        | R3                                           | —                                           | —                                           | —                                           |